# ブロンド・イグニション
『ブロンド・イグニション』（原題：The Assault）は、1996年公開のアメリカ合衆国のアクションスリラー映画。
ジム・ウィノースキーが監督を務め、物語のプロットは、『ジョン・カーペンターの要塞警察』の影響を受けている。

## あらすじ
麻薬密売人殺害事件の重要証人を保護するために、妹が運営するシェルターに連れてきた刑事のステイシー（ステイシー・ランドル）だったが、目撃者の命を狙って武装集団がシェルターを襲撃する。シェルターにいた女性たちや管理人のマイク（マット・マッコイ）とともにステイシーは身を守り、彼らを撃退しようとする。

## キャスト
- ステイシー - ステイシー・ランドル（英語版）

刑事
- マイク - マット・マッコイ
- トニ - Melissa Brasselle
- ヘレン - サンダール・バーグマン
- ジゴウスキー - レオ・ロッシ（英語版）
- シンディ - キャリー・ドブロ（英語版）

ステイシーの妹で、女性たちを保護するシェルターを運営している。

## 評価
批評したDouglas Prattは、「アクションシーンが満載で、無力なはずの女性が何十人もの武装したタフガイたちと戦うのだから、好きにならないわけがないだろ？」と評している。